# It's Not Me, It's You
It's Not Me, It's You is het tweede studioalbum van de Britse zangeres Lily Allen, uitgebracht in januari 2009. Het album werd goed ontvangen door critici en bracht een aantal succesvolle singles voort, waaronder "Fuck You" en "Not Fair" die allebei hoog in de Nederlandse Top 40 terechtkwamen.